# U-278
U-278 — средняя немецкая подводная лодка типа VIIC времён Второй мировой войны.

## История
Заказ на постройку субмарины был отдан 10 апреля 1941 года. Лодка была заложена 26 марта 1942 года на верфи Бремен-Вулкан под строительным номером 43, спущена на воду 2 декабря 1942 года. Лодка вошла в строй 16 января 1943 года под командованием оберлейтенанта Иоахима Францe.

### Флотилии
- 16 января 1943 года — 30 сентября 1943 года — 8-я флотилия (учебная)
- 1 октября 1943 года — 31 декабря 1943 года — 7-я флотилия
- 1 января 1944 года — 31 августа 1944 года — 11-я флотилия
- 1 сентября 1944 года — 8 мая 1945 года — 13-я флотилия

### История службы
Лодка совершила 7 боевых походов, потопила одно судно водоизмещением 7177 брт и один военный корабль водоизмещением 1 810 тонн. Перешла в Лох-Эриболл, Шотландия 19 мая 1945 года. Потоплена в ходе операции «Дэдлайт» 31 декабря 1945 года в районе с координатами 55°44′ с. ш. 08°21′ з. д.. Эта лодка была оснащена шноркелем.

### Атаки на лодку
- 3 мая 1944 года лодку атаковал британский самолёт типа Martlet (Wildcat) из авиагруппы эскортного авианосца HMS Activity. Немецкая сторона утверждала, что самолёт был сбит, однако эта информация была опровергнута[1], в указанную дату у авианосца потерь самолётов не было.